# 條斑單甲南乳魚
條斑單甲南乳魚，為輻鰭魚綱胡瓜魚目南乳魚科的其中一種，分布於南美洲智利Villarrica湖及阿根廷Lacar湖至火地島淡水、半鹹水域，體長可達33.4公分，屬肉食性，主要生活在湖泊，生活習性不明。

## 擴展閱讀
維基物種上的相關：條斑單甲南乳魚